# オペル・アンタラ
アンタラ (ANTARA)は、韓国GMが製造、オペルブランドで販売していた普通乗用車である。

## 概要
中東では、GMC Terrain、インドなどでは「シボレー・キャプティバ スポーツ」の車名で販売されている。エンジンは全てキャプティバと同じで、直列4気筒エコテック2.4L、V型6気筒アロイテック3.2Lの2種類のガソリンエンジン（いずれもホールデンから供給）と、2.0Lコモンレールディーゼルエンジン（VMモトーリとの共同開発）が用意される。
北米でもオペルとの車種統合を進めていたサターンから2代目ヴューとして販売されていた。ただしアンタラとはエンジンなどが異なるほか、生産も韓国ではなくメキシコのラモスアリスペ工場で行われる。
また同年ダカール・ラリー向けの競技車両も製作されている。

## 年表
- 2005年9月 フランクフルトモーターショーで3ドアクーペ風のコンセプトモデル「オペル・アンタラGTC」を初公開。
- 2006年9月 パリサロンにて量産型が初公開された[1]。その後ドイツなどで順次発売を開始した。
- 2006年　豪州ではホールデンがキャプティバの最上位モデルキャプティバ・マックス （Captiva MaXX）としてV6 3.2Lエンジン搭載車のみを導入。
- 2007年　英国ボクスホールでも販売が開始された。
- 2008年6月　韓国でGM大宇・ウィンストーム・マックス（GM Daewoo Winstorm MAXX）という名称で販売が開始された。
- 2009年12月　ホールデンは、キャプティバ・マックスからキャプティパ・5に名称を変更したと同時に搭載エンジンをガソリン2.4Lだけに絞り、従来の最上位モデルから廉価モデルへと移行を図った。同年、サターン・ブランド廃止に伴い「ヴュー」販売終了。
- 2010年11月　マイナーチェンジが実施され、外装を小変更したほか新エンジンなどが投入された。
- 2011年3月　韓国内で、GM大宇から韓国GMに社名を変更したと同時に各モデルをシボレー・ブランドを移行した際にラインナップから外された。オーストラリアにもキャプティバ・シリーズIIとしてマイナーチェンジ版が導入。
- 2011年5月　アメリカ合衆国で「シボレー・キャプティバスポーツ」が発表。サターン・ヴューと同じ車種が別ブランドで復活する形となったが、フリート販売のみとなり一般顧客向けには販売されない[2]。